# Lambašské opatství
Lambašské opatství (německy Stift Lambach) je benediktýnský klášter v rakouském městě Lambach v okrese Wels-venkov ve spolkové zemi Horní Rakousy.

## Historie
Kolem roku 1040 založil hrabě Arnold II. z Lambachu-Welsu v Lambachu klášter. Jeho syn, biskup Adalbero z Würzburgu (později kanonizovaný), v roce 1056 přeměnil klášter na benediktinské opatství, jímž je objekt dodnes. V 17. a 18. století zde bylo provedeno mnoho stavebních prací v barokním stylu, o které se velkou částí zasloužila rodina Carlone. Lambach se vyhnul nařízení o zrušení klášterů, jenž zavedl císař Josef II. v 80. letech 17. století.
V letech 1897/98 žil Adolf Hitler s rodiči v městečku a navštěvoval klášterní školu, kde poprvé spatřil hákový kříž (hakenkreuz) používaný v dekorativním řezbářství na kameni a dřevěném obložení budovy. Symbol později použil jako identifikaci nacistické strany – kříž umístil do bílého kruhu s červeným pozadím, aby jej mohl používat jako vlajku.

## Kulturní prvky

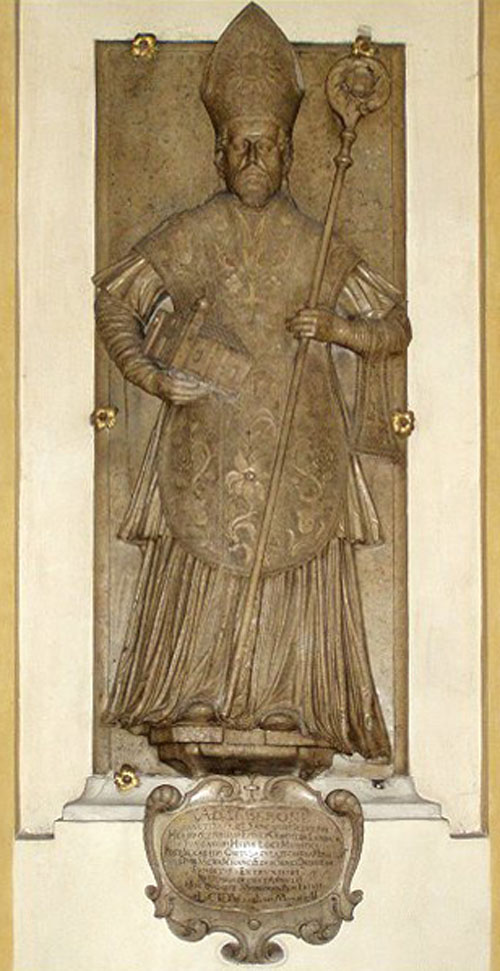
Biskup Adalbero

Od Velikonoční neděle do 31. října se prohlídky s průvodcem konají každý den ve 14:00. Prohlídka zahrnuje vstup k románským freskám, dále pak vstup do barokního divadla, knihovny a barokního kostela.
V opatství se zachovalo mnoho kulturních zajímavostí. Nacházejí se zde nejstarší dochované románské fresky v jižním Německu a Rakousku a bývalá klášterní hospoda, nyní lékárna, s krásnou barokní fasádou. Do provozuschopného stavu bylo obnoveno také barokní divadlo a letní refektář z počátku 18. století od Carla Antonia Carloneho byl přestavěn na koncertní sál. Velkolepý je i chórový ochoz od Diega Carloneho ze stejného období. Nečekaným prvkem je soubor barokních trpaslíků v klášterní zahradě (viz také opatství Gleink).
Klášterní kostel byl rovněž barokně přestavěn, lze v něm spatřit varhany od Christopha Egedachera a nachází se v něm hrobka svatého Adelbera. Kromě rozsáhlé sbírky sakrálního umění opatství vlastní také středověký kalich svatého Adelbera, který je však veřejnosti k vidění jen zřídka. Knihovna byla vybudována kolem roku 1691 a obsahuje přibližně 50 000 svazků a také archivní materiály.
Od roku 1625 patří klášter rakouské kongregaci, jež je nyní součástí benediktinské konfederace.